# Dziewiczy Ług
Dziewiczy Ług [d͡ʑeˈvit͡ʂɨ ˈwuk] est un village polonais de la gmina de Szudziałowo dans le powiat de Sokółka et dans la voïvodie de Podlachie.